# Углезаводск (станция)
Углезаводск — ликвидированная  железнодорожная станция Сахалинского региона Дальневосточной железной дороги. Названа по одноимённому селу, в котором расположена.

## История
Станция открыта в 1943 году в составе ответвления от основного хода Сахалинского региона ДВЖД.

## Описание
Станция состоит из трёх путей колеи 1067 мм, оба неэлектрифицированные. У первого пути, расположенного отдельно от остальных, расположена пассажирская платформа с вокзалом. От станции отходит подъездной путь к угольному перегрузу.

## Деятельность
По состоянию на август 2011 года на станции останавливаются две пары пригородных дизельных поездов Южно-Сахалинск — Быков, одна из пар курсирует только по рабочим дням. Также станция может осуществлять небольшие грузовые отправления.

## Изображения
- В сторону Быкова
- В сторону Сокола